# Military Prosecutor Doberman
Military Prosecutor Doberman (en hangul, 군검사 도베르만; romanización revisada, Gungeomsa Dobeleuman) es una serie de televisión surcoreana transmitida del 28 de febrero de 2022 hasta el 26 de abril de 2022, a través de la tvN.

## Sinopsis
Do Bae-man, es un joven hombre que se convirtió en fiscal militar solo para ganar más dinero y fama, y espera con ansias el día de su retiro. Por otro lado, Cha Woo-in, es una mujer que nació dentro de una familia chaebol y quien se convirtió en fiscal militar por venganza.
Ambos tienen antecedentes y personalidades muy diferentes, sin embargo, mientras trabajan en el mismo caso, se ayudan mutuamente e incluso crecen juntos como excelentes fiscales militares.

## Reparto

### Personajes principales
- Ahn Bo-hyun como Do Bae-man, un joven fiscal militar.[7][8]
  - Park Si-won como Bae-mman (de joven) (Ep. 1)
- Jo Bo-ah como Cha Woo-in, una nueva fiscal militar y la única hija de un conglomerado, que tiene confianza y no le teme a las personas en el poder. Tiene excelentes habilidades de investigación.[9]
  - Lee Hyo-bi como Woo-in (de joven) (Ep. 1)
- Oh Yeon-soo como Noh Hwa-young, la primera mujer comandante de división desde la fundación del ejército. Es cruel con su hijo, Noh Tae-nam, especialmente cuando se porta mal y deshonra su nombre.[10][11]
- Kim Young-min como Yong Moon-goo, un abogado de la fiscalía especial.
- Kim Woo-suk como Noh Tae-nam, un chaebol de tercera generación que se convirtió en presidente de un conglomerado líder cuando tenía poco más de 20 años.[12][13]

### Personajes secundarios

#### Personas alrededor a Bae-man
- Kang Mal-geum como Do Soo-kyung, la tía de Do Bae-man, quien crio a Do Bae-man desde que sus padres fallecieron. Es una veterana detective con 12 años de experiencia.[14][15]
- Lee Jin-soo como Do Sung-hwan, el padre de Do Bae-man. 20 años atrás trabajaba como juez militar en la 58.ª Brigada del Ejército. Murió en un inesperado accidente automovilístico.
- Chae Song-hwa como Yoo Jung-yeon, la madre de Do Bae-man. 20 años atrás trabajaba como juez militar en la 58.ª Brigada del Ejército. Murió en un inesperado accidente automovilístico.
- Kwon Dong-ho como Seol Ak, el CEO de Seorak Cheonji, odia a Do Bae-man por enviar a su padre a prisión.[16]

#### Personas alrededor de Woo-in
- Kang Young-seok como Kang Ha-joon, un hacker y representante de "Kang Solution", una industria militar que ayuda a Cha Woo-in.[17][18]
- Yoo Hye-in como Han Se-na, una modelo ambiciosa y fanática del cantante ídolo Allen. Cuando le envía un DM y él le responde, y se reúne con él en el club nocturno de Noh Tae-nam, sin embargo, su encuentro con Tae-nam y Allen es el comienzo de su desgracia, lo que hace que Cha Woo-in se vengue de Allen y sus amigos.

#### Miembros de la Asociación Patriótica
- Nam Kyung-eup como Lee Jae-sik, el encargado del Ministro de Defensa.
- Lee Jung-yeon como Hong Moo-seop, el Comandante del 4.º Escuadrón. Un élite que ascendió al puesto después de graduarse del sexto grado y aprobar el examen de la barra. Entre los miembros de la Asociación Patriótica, es el menos revelador de sí mismo. Ha sido fiel a Lee Jae-sik durante mucho tiempo, pero su posición se está estrechando al ser influenciado por Noh Hwa-young. Pretende ser un hombre generoso, pero cuando detecta la debilidad de Noh-young, está decidido a atacarlo.
- Im Chul-hyung como Won Ki-chun, el Comandante del 4.º Batallón de Búsqueda del Batallón y miembro más joven de la Asociación Patriótica, una organización secreta del ejército en la que Noh Noh-young fue la primera mujer comandante de cuerpo.

#### Personas alrededor de Hwa-young
- Jo Hye-won como Yang Jong-sook, la asistente de Noh Hwa-young.

#### Personal de la Oficina de Abogados Militares
- Lee Tae-hyung como Yeom Sang-seop, un investigador veterano de la Oficina de Derecho Militar de la 58.ª División.

#### Bufete de Abogados Militares, 4.ª División de Infantería
- Park Jin-woo como Seo Joo-hyuk, un asesor legal con autoridad en el Bufete de Abogados Militares de la 4.ª División de Infantería. Era el superior directo de Do Bae-man y Cha Woo-in, el rango más alto en la firma de abogados militares.
- Go Geon-han como Yoon Sang-gi, un investigador militar perteneciente al Despacho Jurídico Militar, con excelente manejo de computadoras y habilidades de conducción.
- Kim Han-na como Ahn Yu-ra, una investigadora de la oficina de leyes de ña 4.ª División de Infantería. Es la asistente de Cha Woo-in.

### Otros personajes
- Park Sang-nam como Allen, un atractivo joven famoso y amigo cercano de Noh Tae-nam.
- Jung In-gi como Heo Gang-in, un General de brigada.
- Ryu Sung-rok como Ahn Soo-ho, un Sargento mayor y el hijo del presidente de Gusan Bank. Tiene dos caras y finge ser un "buen chico" cuando en realidad ha cometido un asesinato en el pasado durante sus días de escuela.
- Park Jong-bum como un subordinado de Seol Ak.
- Lee Jae-seong como un subordinado de Seol Ak.
- Seon Yool-woo como un subordinado de Seol Ak.
- Kim Chul-yoon como un subordinado de Seol Ak en Corea del Norte.
- Kim Hee-won como la secretaria de Yong Moon-goo.
- Yoo Tae-woong como Cha Ho-chul (Ep. 1)
- Ahn Chan-woong como un reportero de televisión (Ep. 1)
- Han Sang-chul como un entrevistador de trabajo (Ep. 1)
- Lee Jae-soon como un abuela en la cena de cumpleaños (Ep. 1)
- Hyun Jin como una entrevistadora de trabajo del bufete de abogados "Law & One Law Firm" (Ep. 1)
- Song Hoon como un entrevistador de trabajo del bufete de abogados "Law & One Law Firm" (Ep. 1)
- Ko Kyung-man, como un entrevistador del bufete de abogados "Law & One Law Firm" (Ep. 1)
- Seo Jung-bin como un cliente del club "Cartel" (Ep. 1)
- Shin Yeon-soo como una cliente del club "Cartel" (Ep. 1)
- Do Ye-chan como Park Joon-ho, un mesero del club "Cartel" (Ep. 2)
- Kim Joon-hyung como un personal de la sala de circuito cerrado de televisión (Ep. 2)
- Kim Soo-hyun como un sastre (Ep. 2, 8)
- Kang Ji-hoon como un presentador de noticias (Ep. 2)
- Son Hyun-ji como una vendedora de relojes (Ep. 2)
- Lee Tae-kyung como Ko Jong-hee, una enfermera militar (Ep. 3)
- Kang Jung-woo como Jung Eui-chan, un doctor militar (Ep. 3)
- Kim Ki-bum como Hwang Cheol-sung, un soldado (Ep. 3)
- Ma Jung-pil como un juez (Ep. 3)
- Kim Joo-ah como la madre de Han Se-na (Ep. 3)
- Kang Bong-sung como un doctor militar (Ep. 3)
- Lee Won-jin como un investigador de la NFS (Ep. 3)
- Yoo Yong como un abogado del demandado (Ep. 3)
- Kim Nam-jin como la madre de Hwang Cheol-sung (Ep. 3)
- Hyun Seo-ha como una vendedora (Ep. 3)
- Lee Yoon-sang como Seo Dong-gun, un militar (Ep. 4)
- Jang Eui-don como Kim Geun Joong, un militar (Ep. 4)
- Kook Joong-woong como Choi Byung Moon, un militar (Ep. 4)
- Yoo Soo-a como una enfermera (Ep. 4)
- Kim Jin-goo como un soldado en el banquete (Ep. 4)
- Lee Chul como un investigador de "Kang Solution" (Ep. 4)
- Nam Mi-jung como la señora Paeng (Ep. 4, 6)
- Jin Shi-won como un reportero (Ep. 4, 9)
- In Gyu-sik como un instructor (Ep. 5)
- Moon Chang-wan como un socio de la firma "Golden Law Firm" (Ep. 5)
- Lee Min-shik como un socio de la firma "Golden Law Firm" (Ep. 5)
- Kim Wang-do como Park Jong-hee, como un soldado (Ep. 5-6)
- Shin Ha-jun como un juez (Ep. 5, 8)
- Kim Ji-su como una empleada de la aerolínea (Ep. 6)
- Kim Mi-ji como una guardia de seguridad del aeropuerto (Ep. 6)
- Chris Chan como un empleado de la construcción (Ep. 6)
- Kim Jang-hwan como un reportero (Ep. 7)
- Kang Chung-hun como un reportero (Ep. 7)
- Choi Hye-seo como una pequeña con el autógrafo (Ep. 7)
- Kim Tae-moon como un representante de "Myeongse Construction" (Ep. 7)
- Kang Sung-ho como un representante de "Myeongse Construction" (Ep. 7)
- Kim Ah-seok como Kim Han-yong (Ep. 7-8)
- Noh Jae-hoon como un doctor militar (Ep. 7-8)
- Kim Jung-han como Jeon Hyun-gyu, un abogado militar (Ep. 7-8)
- Han Chang-hyun como el juez presidente del caso "Reconnaissance" (Ep. 7-8)
- Son Seung-hun como el señor Oh, un juez defensor (Ep. 8, 11)
- Park Yoon-hee como Hong Moo-seop, un general de brigada (Ep. 8)
- Kim Yool-ho como Kang Chul-min, un militar (Ep. 8, 13)
- Lee Ki-bbeum como una enfermera militar (Ep. 8)
- Jang Young-hyun como el sargento Ma, un militar (Ep. 9-14)
- Jang Joon-young como un reportero (Ep. 9)
- Jung Dong-geun como Oh Woo-jae (Ep. 10)
- Han Gi-yun como Hong Yi-joon (Ep. 10)
- Lim Jung-min como Lee Do-hyung, un coronel (Ep. 10)
- Ki Hwan como un empleado de "Kang Solution" (Ep. 10-11)
- Kwak Na-yeon como una empleada de tienda de comestibles (Ep. 10-11)
- Oh Kyung-joo como Shin Min-cheol (Ep. 10-12)
- Kim Byung-chun como un juez (Ep. 10-12)
- Park Seon-woo como el señor Choi (Ep. 11)
- Lee Dong-kyu como un reportero (Ep. 11)
- Cho Seok-in como Han Sam-soo (Ep. 12)
- Kim Hong-bin como la esposa de Shin Min-cheol (Ep. 12)
- Jo Yoo-jung como la madre de Sang Ho (Ep. 13)
- Kwon Ban-suk como el abogado defendiendo al soldado Pyun (Ep. 14)
- Baek Hyun-joo como Hong Kyung-ok, la hermana menor del comandante Hong Mu-seop.

## Episodios
La serie está conformada por dieciséis episodios los cuales fueron transmitidos todos los lunes y martes a las 22:30 huso horario de Corea.
El 28 de marzo de 2022, la tvN no emitió un nuevo episodio de la serie y en su lugar emitió un episodio especial titulado Military Prosecutor Doberman – Training Log con clips detrás de escena. El episodio especial registró una calificación promedio a nivel nacional de 4.4 por ciento. La serie tampoco será emitida el 29 de marzo de 2022, debido a la cobertura del partido de Corea del Sur contra los Emiratos Árabes Unidos por las Eliminatorias de la Copa Mundial de Catar 2022. Por lo que el noveno episodio, será transmitido el 4 de abril del mismo año.

### Índice de audiencia
| Episodio | Fecha de emisión      | Participación promedio de audiencia (Nielsen Corea) | Participación promedio de audiencia (Nielsen Corea) |
| Episodio | Fecha de emisión      | Nacional                                            | Seúl                                                |
| -------- | --------------------- | --------------------------------------------------- | --------------------------------------------------- |
| 1        | 28 de febrero de 2022 | 5.263 % (1.ª)                                       | 5.862 % (1.ª)                                       |
| 2        | 1 de marzo de 2022    | 7.009 % (1.ª)                                       | 8.119 % (1.ª)                                       |
| 3        | 7 de marzo de 2022    | 7.201 % (1.ª)                                       | 7.701 % (1.ª)                                       |
| 4        | 8 de marzo de 2022    | 7.878 % (1.ª)                                       | 8.387 % (1.ª)                                       |
| 5        | 14 de marzo de 2022   | 7.928 % (1.ª)                                       | 8.888 % (1.ª)                                       |
| 6        | 15 de marzo de 2022   | 8.666 % (1.ª)                                       | 10.016 % (1.ª)                                      |
| 7        | 21 de marzo de 2022   | 7.832 % (1.ª)                                       | 9.022 % (1.ª)                                       |
| 8        | 22 de marzo de 2022   | 8.791 % (1.ª)                                       | 9.794 % (1.ª)                                       |
| 9        | 4 de abril de 2022    | 7.676 % (1.ª)                                       | 8.405 % (1.ª)                                       |
| 10       | 5 de abril de 2022    | 7.424 % (1.ª)                                       | 8.436 % (1.ª)                                       |
| 11       | 11 de abril de 2022   | 7.473 % (1.ª)                                       | 8.423 % (1.ª)                                       |
| 12       | 12 de abril de 2022   | 8.742 % (1.ª)                                       | 9.498 % (1.ª)                                       |
| 13       | 18 de abril de 2022   | 8.248 % (1.ª)                                       | 9.538 % (1.ª)                                       |
| 14       | 19 de abril de 2022   | 8.848 % (1.ª)                                       | 10.492 % (1.ª)                                      |
| 15       | 25 de abril de 2022   | 8.641 % (1.ª)                                       | 9.465 % (1.ª)                                       |
| 16       | 26 de abril de 2022   |                                                     |                                                     |
| Promedio | Promedio              | —                                                   | —                                                   |

### Especial
| Episodio | Título                                      | Fecha de emisión    | Participación promedio de audiencia | Participación promedio de audiencia |
| Episodio | Título                                      | Fecha de emisión    | Nacional                            |                                     |
| -------- | ------------------------------------------- | ------------------- | ----------------------------------- | ----------------------------------- |
| 1        | Military Prosecutor Doberman – Training Log | 28 de marzo de 2022 | 4.4 %                               |                                     |
| Promedio | Promedio                                    | Promedio            | —                                   |                                     |

## Banda sonora
El OST de la serie está conformado por las siguientes canciones:

### Parte 1
| N.º | Intérprete  | Canción               | Letra                                                     | Música                                           | Duración |
| --- | ----------- | --------------------- | --------------------------------------------------------- | ------------------------------------------------ | -------- |
| 1   | Ha Hyun-woo | "Doberman" (도베르만) | Jay Kim; Kim Beom-joo, Kim Si-hyuk y Nam Gi-moon (A.muse) | Jay Kim, Kim Beom-joo, Kim Si-hyuk y Nam Gi-moon | 3:07     |
| 2   |             | "Doberman" (Inst.)    | -                                                         | Jay Kim, Kim Beom-joo, Kim Si-hyuk y Nam Gi-moon | 3:07     |

### Parte 2
| N.º | Intérprete | Canción           | Letra            | Música | Duración |
| --- | ---------- | ----------------- | ---------------- | ------ | -------- |
| 1   | Saay       | "My Zone"         | Snnny y Joy Yang | Snnny  | 2:28     |
| 2   |            | "My Zone" (Inst.) | -                | Snnny  | 2:28     |

### Parte 3
| N.º | Intérprete | Canción          | Letra                               | Música                              | Duración |
| --- | ---------- | ---------------- | ----------------------------------- | ----------------------------------- | -------- |
| 1   | Yelo       | "Ignite"         | Jay Kim, Kim Beom-joo y Kim Si-hyuk | Jay Kim, Kim Beom-joo y Kim Si-hyuk | 3:58     |
| 2   |            | "Ignite" (Inst.) | -                                   | Jay Kim, Kim Beom-joo y Kim Si-hyuk | 3:58     |

### Parte 4
| N.º | Intérprete | Canción           | Letra                               | Música                              | Duración |
| --- | ---------- | ----------------- | ----------------------------------- | ----------------------------------- | -------- |
| 1   | Isaac Hong | "Dive In"         | Jay Kim, Kim Beom-joo y Kim Si-hyuk | Jay Kim, Kim Beom-joo y Kim Si-hyuk | 3:59     |
| 2   |            | "Dive In" (Inst.) | -                                   | Jay Kim, Kim Beom-joo y Kim Si-hyuk | 3:59     |

### Parte 5
| N.º | Intérprete    | Canción         | Letra                            | Música          | Duración |
| --- | ------------- | --------------- | -------------------------------- | --------------- | -------- |
| 1   | Kim Han-gyeom | "Flame" (불꽃)  | Nmore y Gesture (de Prismfilter) | Nmore y Gesture | 3:22     |
| 2   |               | "Flame" (Inst.) | -                                | Nmore y Gesture | 3:22     |

## Producción
La dirección estuvo a cargo de Jin Chang-gyu (진창규), quien contó con el guionista Yoon Hyun-mo (윤현호).
La serie también contó con el apoyo de la compañía de producción Studio Dragon.
El 25 de enero de 2022 se publicaron fotos de la primera lectura del guion. Mientras que la conferencia de prensa en línea fue realizada el 23 de febrero de 2022.

### Recepción
El 8 de marzo de 2022, Good Data Corporation compartió su nueva clasificación de los dramas y miembros del elenco que generaron más revuelo durante la semana. Las listas se compilaron a partir del análisis de artículos de noticias, publicaciones de blogs, comunidades en línea, videos y publicaciones en redes sociales sobre los dramas que están actualmente al aire o que saldrán al aire próximamente. La serie obtuvo el puesto número 7 en la lista de dramas, más comentados de la semana.
El 15 de marzo de 2022, Good Data Corporation compartió su nueva clasificación de los dramas y miembros del elenco que generaron más revuelo durante la semana. Las listas se compilaron a partir del análisis de artículos de noticias, publicaciones de blogs, comunidades en línea, videos y publicaciones en redes sociales sobre los dramas que están actualmente al aire o que saldrán al aire próximamente. La serie obtuvo el puesto número 8 en la lista de dramas, más comentados de la semana.
El 22 de marzo de 2022, Good Data Corporation compartió su nueva clasificación de los dramas y miembros del elenco que generaron más revuelo durante la semana. Las listas se compilaron a partir del análisis de artículos de noticias, publicaciones de blogs, comunidades en línea, videos y publicaciones en redes sociales sobre los dramas que están actualmente al aire o que saldrán al aire próximamente. La serie obtuvo el puesto número 7 en la lista de dramas, más comentados de la semana.
El 29 de marzo de 2022, Good Data Corporation compartió su nueva clasificación de los dramas y miembros del elenco que generaron más revuelo durante la semana. Las listas se compilaron a partir del análisis de artículos de noticias, publicaciones de blogs, comunidades en línea, videos y publicaciones en redes sociales sobre los dramas que están actualmente al aire o que saldrán al aire próximamente. La serie obtuvo nuevamente el puesto número 7 en la lista de dramas, más comentados de la semana.
El 12 de abril de 2022, Good Data Corporation compartió su nueva clasificación de los dramas y miembros del elenco que generaron más revuelo durante la semana. Las listas se compilaron a partir del análisis de artículos de noticias, publicaciones de blogs, comunidades en línea, videos y publicaciones en redes sociales sobre los dramas que están actualmente al aire o que saldrán al aire próximamente. La serie obtuvo el puesto número 10 en la lista de dramas, más comentados de la semana.
El 19 de abril de 2022, Good Data Corporation compartió su nueva clasificación de los dramas y miembros del elenco que generaron más revuelo durante la semana. Las listas se compilaron a partir del análisis de artículos de noticias, publicaciones de blogs, comunidades en línea, videos y publicaciones en redes sociales sobre los dramas que están actualmente al aire o que saldrán al aire próximamente. La serie obtuvo el puesto número 9 en la lista de dramas, más comentados de la semana.
El 26 de abril de 2022, Good Data Corporation compartió su nueva clasificación de los dramas y miembros del elenco que generaron más revuelo durante la semana. Las listas se compilaron a partir del análisis de artículos de noticias, publicaciones de blogs, comunidades en línea, videos y publicaciones en redes sociales sobre los dramas que están actualmente al aire o que saldrán al aire próximamente. La serie obtuvo el puesto número 7 en la lista de dramas, más comentados de la semana.